# Lizzie McGuire
Lizzie McGuire es una telecomedia estadounidense dirigida a niños y adolescentes, creada por Terri Minsky y emitida originalmente por Disney Channel desde 2001 hasta 2004. Se centra en el personaje de Lizzie McGuire (interpretado por Hilary Duff), una chica que atraviesa los problemas personales y sociales de su adolescencia junto con sus amigos Miranda Sánchez (Lalaine) y David «Gordo» Gordon (Adam Lamberg). Un dibujo animado de Lizzie comparte con la audiencia los pensamientos y emociones que la protagonista guarda para sí misma, a modo de alter ego y con la voz de Duff. El productor Stan Rogow comentó que el estilo visual de la serie está inspirado en la película Corre, Lola, corre, ya que en él se incluyen cambios de montaje abruptos y ocasionales secuencias de animación.
Minsky, en su fascinación por la mente adolescente, tomó un concepto de su autoría que databa de 1998 y lo enriqueció con las experiencias que viven las personas a quienes el programa iba a estar dirigido. Cuando Disney pidió que fuese un poco más elaborado, Rogow sugirió que los pensamientos de Lizzie los comunicara un dibujo animado, cuyo diseño quedó a cargo de la animadora independiente Debra Solomon. El programa, con 65 episodios repartidos en dos temporadas, fue uno de los más vistos de la televisión por cable en Estados Unidos e impulsó la carrera de la joven Duff. En 2003 se estrenó una película, The Lizzie McGuire Movie, en la que Lizzie y sus compañeros de la secundaria van de viaje a Roma y cuya recaudación total fue de 55 millones USD a nivel internacional. Productos como libros, juguetes, álbumes de música y videojuegos también sirvieron para explotar la popularidad del programa. La revista Fortune estimó en 2003 que la franquicia de Lizzie McGuire le había generado casi 100 millones USD a The Walt Disney Company.
Por su modo de tratar temas aptos para toda la familia, la serie obtuvo reseñas favorables. De 2002 a 2003 recibió el Kids Choice Award al programa de televisión favorito, además de numerosas nominaciones a otros premios en el transcurso de su emisión. La producción cesó oficialmente en 2003, cuando Duff rompió lazos con Disney para perseguir otros proyectos en el cine y la música. Entre 2019 y 2020 se intentó producir un retorno para la plataforma de Disney+, pero los desacuerdos creativos sobre el contenido de los dos episodios filmados causaron que el proyecto no saliera adelante. En esta versión, Lizzie de treinta años (interpretada nuevamente por Duff) habría enfrentado los problemas de la adultez.

## Premisa
La serie se centra en Lizzie McGuire, una chica común de Estados Unidos que enfrenta los problemas personales y sociales de su adolescencia junto con sus amigos Miranda Sánchez y David «Gordo» Gordon. Las aventuras del trío se desarrollan a partir de todo tipo de situaciones cotidianas, tales como ir a la escuela secundaria, relacionarse con la familia, vivir momentos incómodos, enamorarse o intentar encajar entre los demás. En casa, Lizzie tiene dos padres amorosos, Sam y Jo McGuire, además de su fastidioso hermano menor Matt, mientras que en la escuela suele encontrarse con su rival Kate Sanders y el chico que le gusta, Ethan Craft. Su alter ego animado aparece de vez en cuando para compartir con la audiencia las opiniones, emociones y fantasías que Lizzie no se atreve a decir. Algunos episodios muestran que Gordo, a pesar de ser muy cercano a la protagonista, mantiene sus sentimientos románticos por ella a un nivel platónico, algo que se extiende hasta The Lizzie McGuire Movie.
A grandes rasgos, el programa trata sobre el proceso de crecer y pone énfasis en la inexperiencia de Lizzie, su despiste o su torpeza al momento de enfrentar el mundo. Tiene un formato de comedia situacional e incluye una serie de gags visuales y referencias a la cultura popular (por ejemplo, analepsis breves, efectos de pantalla dividida o menciones a celebridades), pero omite el uso de risas pregrabadas. A menudo se incorpora un argumento secundario centrado en las travesuras de Matt y sus amigos Lanny Onasis y Melina Bianco. También hubo varios invitados especiales, tales como Aaron Carter, Frankie Muniz, David Carradine, Doris Roberts, Steven Tyler y Erik Estrada. Al final de cada episodio se muestra un conjunto de tomas descartadas.

## Reparto y personajes

### Principales
- Hilary Duff como Elizabeth «Lizzie» McGuire, una chica de trece años que conforme crece va desarrollando confianza en sí misma.[1][30] Este proceso incluye pasar por varios momentos vergonzosos y aprender de sus propios errores.[31] En la serie transiciona del séptimo al octavo grado de la escuela secundaria.[28]

- Duff le dio voz a la versión animada de Lizzie, quien comunica lo que ella siente y sueña sin estar sujeta a las leyes del mundo real. Este alter ego suele decir las cosas con una actitud más mordaz y se hace presente al menos quince veces por episodio, en segmentos animados en 2D que duran entre cinco y siete segundos.

- Lalaine como Miranda Sánchez, la mejor amiga de Lizzie, de ascendencia mexicana. Es leal a la protagonista y junto con Gordo compone el trío de amigos principal.[22][30] Se caracteriza por afrontar las cosas de manera más directa y sin darle importancia a la opinión de los demás.[34][35] Miranda es el foco de episodios como «Inner Beauty» y «Courtship of Miranda».[22]

- Adam Lamberg como David «Gordo» Gordon, el mejor amigo de Lizzie. Es el más inteligente del trío y, dada su pasión por el cine, le gusta grabar todo con su videocámara.[35] Siempre le brinda su apoyo a la protagonista y en la segunda temporada empieza a desarrollar sentimientos románticos por ella.[22][31] Es judío y uno de los episodios gira en torno a su bar mitzvá («Gordo's Bar Mitzvah»).[22]

- Jake Thomas como Matthew «Matt» McGuire, el hermano menor de Lizzie. Usualmente se dedica a molestarla o a hacer travesuras cuando se siente aburrido, lo que suele generarle problemas.[28][30] Varios episodios de la serie (como «Sibling Bonds» o «Those Freaky McGuires») exploran su relación con Lizzie.[22]

- Hallie Todd como Joanne «Jo» McGuire, la madre de Lizzie y Matt, que muchas veces lucha con aceptar que su hija está creciendo.[30] Siempre quiere lo mejor para ella y su esfuerzo se hace evidente las veces que se involucra demasiado en su vida.[31][32]

- Robert Carradine como Sam McGuire, el padre de Lizzie y Matt. También suele involucrarse en la vida de sus hijos, como en los episodios «Lizzie Strikes Out» y «Movin' On Up».[22] Es un hombre torpe y constantemente se siente confundido cuando trata de entender los problemas de adolescente que Lizzie atraviesa.[30][31]

### Recurrentes
- Ashlie Brillault como Kate Sanders, la arrogante líder del equipo de porristas y examiga de Lizzie convertida en rival.[31][36] Su papel consiste en intimidar a la protagonista y creerse superior a ella.[30][31]

- Clayton Snyder como Ethan Craft, el chico más popular de la escuela y el amor platónico de Lizzie.[22][31] Es amable con todos, pero carece de inteligencia y sentido común.[22][37]

- Kyle Downes como Larry Tugedman III, el indeseado nerd de la escuela que suele usar la misma camisa.[28][37]

- Davida Williams como Claire Miller, la mejor amiga y secuaz de Kate que también es parte del equipo de porristas.[22][37]

- Phill Lewis como el señor Tweedy, el director de la secundaria de Lizzie.[22]

- Christian Copelin como Lanny Onasis, el mejor amigo de Matt, que en vez de hablar se comunica con caras y gestos.[28][37]

- Carly Schroeder como Melina Bianco, la mejor amiga de Matt, que es cómplice de sus travesuras o quien le causa problemas (él lo permite porque está enamorado de ella).[28][37]

## Producción
Creada por Terri Minsky, la serie pasó su etapa de desarrollo con los títulos None of the Above y What's Lizzie Thinking?. La premisa se basa en un guion que la autora había escrito en 1998 y que exploraba las emociones y pensamientos del personaje titular a través de una narración en primera persona. A sus cuarenta años, Minsky disfrutaba de escribir sobre la mente adolescente e inicialmente imaginó a Lizzie como una chica de quince años. Por un largo tiempo había conocido al productor Stan Rogow, quien consideró que el concepto era «encantador y apropiado» para presentarlo a Disney Channel. El canal, aunque elogió la manera en que estaba escrito, pidió que fuese un poco más elaborado, por lo que Rogow sugirió que Lizzie fuese un personaje humano con un alter ego hecho con animación.
Al trabajar con Disney en el guion del episodio piloto, Minsky convirtió a Lizzie en una chica de doce años para que tuviera una edad aproximada a la audiencia clave del canal, un grupo demográfico conocido como tweens (personas de ocho a catorce años). También se sintió preocupada por los temas que no podía tratar en Disney Channel (aquellos de naturaleza más adulta, como el sexo o los cigarrillos). Luego de entrevistar a algunos niños con la edad de Lizzie, se dio cuenta de que tenía una gran variedad de temas para explorar, tales como las pequeñas obsesiones o los constantes cambios emocionales. Así le dijo a The New York Times: «[En la adolescencia] podrías pasar todo el día consumido por el momento en que te cruzaste con alguien en el pasillo, ya sea para saludar o ver si ellos te saludarían a ti». Asimismo, la serie fue el resultado de un estudio hecho por Disney que concluyó que los preadolescentes preferían las historias que reflejaban sus realidades.
Hilary Duff, de doce años, audicionó para el papel principal en el año 2000, contando apenas con créditos en algunos comerciales y una actuación estelar en la película Casper y la mágica Wendy. Lindsay Lohan y otras actrices ya establecidas también intentaron obtener el rol protagónico. Luego de una incómoda audición, el director de castin le dijo a Duff que aún no estaba preparada y le preguntó si conocía a algún maestro de actuación, experiencia que avergonzó mucho a la joven. No obstante, Minsky sintió que ella capturaba todas las emociones propias de la edad de Lizzie, quien se caracteriza por ser una adolescente común. Rogow también pensó que trastabillar y olvidar líneas del guion era algo muy propio del personaje, por lo que trajo a Duff de vuelta para audiciones posteriores. Con ella en el papel, el productor atribuyó una parte esencial del programa a la «combinación perfecta de personaje y actriz». Por su parte, Duff comentó: «Era demasiado joven para analizar al personaje de Lizzie. Creo que solo estaba interpretándome a mí misma».
Otros miembros del reparto también fueron seleccionados por tener ciertas peculiaridades; fue el caso de Hallie Todd, quien definió la apariencia de la madre de Lizzie, Jo McGuire, al audicionar con pinzas en el cabello y lentes falsos para ocultar sus ojos cansados; o Adam Lamberg, quien tenía una personalidad muy parecida a la de David «Gordo» Gordon, el mejor amigo de Lizzie. Al momento de grabar el episodio piloto, Minsky había salido del proyecto para trabajar en The Geena Davis Show, una comedia de la cadena ABC, por lo que Rogow y la productora ejecutiva Susan Estelle Jansen quedaron a la cabeza del programa. Jake Thomas, de once años, inicialmente dedicó un día a la semana para interpretar a Matt, pues en ese tiempo también asumía el papel de Martin Swinton en la película A.I. Inteligencia Artificial, bajo la dirección de Steven Spielberg. Los episodios se grabaron en modo single-camera en los estudios Ren-Mar de Hollywood (California), y el equipo de producción incluía a los guionistas Tim Maile y Douglas Tuber, los directores Savage Steve Holland, Anson Williams, Mark Rosman y Steve De Jarnatt, al editor Eric Jenkins y el compositor Sam Winans. Para los segmentos animados, Duff grababa sus diálogos en una pequeña cabina situada en el plató.
La serie refleja el curso que la moda había tomado a inicios de los años 2000, en gran medida por la labor de la diseñadora de vestuario Kimberly Adams y la estilista Adruitha Lee. Duff ayudó a definir el guardarropa y los accesorios de Lizzie, cuyo estilo tenía como clave la mezcla de colores y patrones, prendas encima de otras, el uso de bandanas, ganchos en forma de mariposa, palillos para el cabello y mechones rizados. A su vez, Miranda podía lucir un estilo más rebelde, independiente o masculino; pese a esto, dado que ella y Lizzie son mejores amigas, la intención del departamento de vestuario era hacer que sus maneras de lucir tuvieran algunos elementos en común. Emily Hutton de The Hamilton Spectator recomendó la serie a quienes buscaban consejos para peinarse, «pues el cabello de Hilary siempre está adornado con algo más interesante que una simple cola de caballo», mientras que Lynn Gibbs de Screen Rant observó que «para lo tímida y nerviosa que era, Lizzie era increíblemente distinguida».

### Lizzie animada
La dibujante estadounidense Debra Solomon se encargó de diseñar la versión animada de Lizzie. En el año 2000 había hecho un piloto titulado Nikki para Cartoon Network, pero no logró convertirlo en una serie de formato regular. En ese tiempo contrató a su mánager Tracy Kramer, quien le envió muestras de sus animaciones al productor Adam Bonnett de Disney Channel. Meses después, Bonnett comenzó a trabajar con Stan Rogow en Lizzie McGuire y ambos gustaron del estilo y «emocionalidad» que Solomon había plasmado en Nikki.
Rogow afirmó que el estilo visual de la serie está inspirado en la película Corre, Lola, corre, en la que hay secuencias de animación experimentales y saltos de montaje abruptos. Su intención con Lizzie McGuire era hacer algo igual de arriesgado e innovador para la televisión infantil. Inicialmente pensó que la voz interna de la protagonista podía manifestarse a través de burbujas de texto, o incluso implementar secuencias de animación con rotoscopio. Sin embargo, al conocer a Solomon dijo que quería incluir una cabeza flotante que de vez en cuando apareciera en la esquina de la pantalla. Ella no estuvo de acuerdo, por lo que obtuvo el permiso para crear algo más inventivo y acorde con su idea de lo que la animación debía ser.
Con base en lo que Duff llevaba puesto en la videocinta de su audición, Solomon vistió al alter ego de Lizzie con una ombliguera, pantalones por encima de los tobillos y sandalias altas (también llamadas chancletas o flip-flops). Bajo expresas instrucciones, se dispuso a capturar la esencia de Duff en lugar de crear una mera caricatura de ella, de tal modo que creó un contraste con el diseño de Nikki, quien tenía una nariz grande, usaba pantalones cargo y, a sus doce años, no tenía el mismo estilo a la moda que Duff. Solomon dijo: «Cuando comencé a trabajar [en el diseño], me di cuenta de que Hilary era la chica con que a las niñas les gustaría identificarse».
La Lizzie animada es uno de los varios medios presentados en Lizzie McGuire, junto con las grabaciones en película de 16 milímetros, vídeo en Hi8 e imágenes congeladas o stills. Cuando se hace presente, se contrapone al entorno estrictamente realista de la serie; es decir que no se rige por las leyes del mundo real y es capaz de mutar en distintas formas (por ejemplo, flotar en el aire, derretirse o sacar objetos de lugares imposibles). En el episodio piloto, su cabeza estalla y queda enterrada por completo bajo las palabras de su madre. En un principio, los guionistas de los segmentos principales también escribían las acciones del dibujo animado, aunque no estuvieran completamente familiarizados con el medio de la animación. A través de notas, Solomon les daba ideas de cómo mejorar este aspecto para evitar que el personaje fuese previsible, pero al cabo de algunos episodios, el control de lo que hacía el alter ego de Lizzie quedó a cargo de quienes producían la animación.
En cada episodio solo hay un total de dos minutos de Lizzie en formato animado. Rogow aprobaba los guiones gráficos antes de que una versión más refinada de estos se enviara al equipo que filmaba las imágenes de la vida real, de modo que tuvieran una idea de cómo darle lugar al personaje animado (a quien apodaron «Little Lizzie»). A la cabeza de estos segmentos estaba el estudio Tapehouse Toons de Nueva York, con un total de dieciocho empleados que incluía a Richard Codor (guiones gráficos) y Luciano DiGeronimo (composición y efectos especiales). Sus materiales se enviaban al estudio Kratky Film en Praga, donde se producía la animación para después remitirla a Tapehouse a través de un servidor de Internet. Luego se pasaba a la fase del coloreado digital, con el uso programa Cambridge Animo 3.1, y por último se hacían ajustes en la sincronización de labios.

### The Lizzie McGuire Movie

The Lizzie McGuire Movie, estrenada en mayo de 2003, gira en torno a la aventura de Lizzie en la ciudad de Roma (Italia).

Producida por Walt Disney Pictures, The Lizzie McGuire Movie se estrenó en los cines de Estados Unidos el 2 de mayo de 2003, y posteriormente en los distintos mercados internacionales. En España es conocida como Lizzie Superstar y en Hispanoamérica como Lizzie McGuire: estrella pop. La película, una comedia romántica, retoma donde terminó la serie y sigue a Lizzie, Gordo, Ethan y Kate en su viaje de verano a Roma (Italia) por cortesía de su escuela. Ahí, Lizzie llama la atención de Paolo (Yani Gellman), un famoso cantante italiano que recientemente tuvo una riña con su exnovia y compañera de dúo, Isabella (también interpretada por Duff). Gordo lucha con lo que verdaderamente siente por su amiga al verla enamorarse de Paolo, quien a su vez convence a Lizzie de hacerse pasar por Isabella en una importante ceremonia de premios.
Cabe señalar que Lalaine no estuvo disponible para interpretar a Miranda (de quien se dice en la película que está de vacaciones con su familia en México), ya que estaba ocupada con las grabaciones del telefilme You Wish! en Nueva Zelanda. En cambio, la película presenta a personajes nuevos, como lo es la chaperona de Lizzie y sus compañeros, Miss Ungermeyer (Alex Borstein). El director Jim Fall decidió hacer las tomas en pantalla panorámica para destacar locaciones célebres de la ciudad de Roma, tales como el exterior del Coliseo, la Fuente de Trevi y los jardines de Villa d'Este. Susan Estelle Jansen, Ed Decter y John J. Strauss escribieron el guion, Stan Rogow produjo y Buena Vista Pictures distribuyó.
The Lizzie McGuire Movie recaudó 55 millones USD a nivel internacional (77 % generado en el mercado Estados Unidos-Canadá), remunerando así la inversión presupuestaria de 17 millones USD. Con base en 102 reseñas y un índice aprobatorio de 40 %, el veredicto editorial de Rotten Tomatoes la describe como una «banalidad inofensiva que ha de satisfacer a los fanes del programa de televisión». La Recording Industry Association of America certificó la banda sonora homónima con doble disco de platino por la venta de dos millones de copias en Estados Unidos.

### Cancelación yspin-offstentativos
En mayo de 2003, Los Angeles Times reportó que la producción de Lizzie McGuire había cesado debido a los desacuerdos entre Hilary Duff y Disney. La compañía estaba interesada en hacer una serie para la cadena ABC en la que Lizzie sería una «floreciente» estudiante de preparatoria, mientras que Duff estaba recibiendo ofertas más lucrativas de otros estudios que contrastaban con los 35 000 USD que Disney le ofrecía por episodio. Una secuela de The Lizzie McGuire Movie también falló en materializarse en medio de estos desacuerdos, ya que Duff no había recibido los 500 000 USD adicionales que le habían prometido si el primer filme recaudaba 50 millones USD, según su madre Susan. Melissa Gould ya había sido contratada para escribir un guion preliminar. Cuando Duff rompió lazos con la compañía, ambas partes dijeron estar tristes por la cancelación de Lizzie McGuire. El programa ya contaba con 65 episodios, número límite que ninguna serie de Disney Channel había superado y que cumplía el propósito de tener material suficiente para retransmitir.
En noviembre de 2004, Disney ordenó el piloto de Stevie Sanchez, una serie derivada o spin-off de Lizzie McGuire sobre Stephanie «Stevie» Sánchez (la hermana menor de Miranda, de doce años) y su familia de origen latino. Terri Minsky escribió el guion y Selena Gomez interpretó a Stevie, pero Disney descartó el piloto en favor de producir Hannah Montana.

### Retorno fallido para Disney+
Durante la D23 Expo de agosto de 2019, Disney anunció el retorno de Lizzie McGuire para su plataforma Disney+. Duff había sido contratada para retomar el papel principal, a la par que ejercía como productora ejecutiva junto con Rachel Winter y Ranada Shepard. También se anunció que el programa sería una comedia creada por Terri Minsky en la que Lizzie, de treinta años, abandona su vida en Brooklyn y su empleo de aprendiz en el diseño de interiores para mudarse a la casa de sus padres, luego de descubrir que su prometido le ha sido infiel. Duff también mencionó que no se harían cambios en el alter ego de su personaje, quien habría estado esperando por Lizzie en su antigua habitación.
Las filmaciones iniciaron en octubre de 2019, con Jake Thomas, Hallie Todd y Robert Carradine reasumiendo a sus respectivos personajes (Matt, Jo y Sam McGuire). Adam Lamberg se unió a ellos en noviembre de ese año para interpretar a David Gordon, lo que habría sido su regreso a la actuación. Según el guionista Jonathan Hurwitz, Gordo habría mantenido contacto ocasional con Lizzie y estaría esperando un bebé con su prometida. Las dificultades en el proyecto se dieron a conocer con la brusca salida de Minsky en febrero de 2020, a raíz de diferencias creativas con Disney sobre el contenido de los primeros dos episodios ya filmados. La producción estuvo en hiato mientras se buscaba a alguien que cubriera el puesto de creador-productor o showrunner.
A través de Instagram, Duff dejó entrever que esta versión de Lizzie McGuire no tenía el tono apto para toda la familia con el que Disney+ quería caracterizarse y pidió públicamente que la serie migrara a la plataforma de Hulu (como había sido el caso del drama adolescente Love, Victor), para que los guiones no se viesen limitados por la clasificación PG y su personaje representara fielmente la vida de una persona de treinta. Respecto a esto, The Hollywood Reporter reveló que los primeros dos episodios habían sido controvertidos porque reconocían la existencia del sexo y la infidelidad como puntos centrales del argumento.
Reportes posteriores afirmaron que Minsky seguía en contacto con los guionistas y que Duff estaba dialogando con los ejecutivos de Disney. Sin embargo, la cancelación de la serie se hizo oficial en diciembre de 2020, cuando la actriz declaró: «Tristemente, y a pesar de los mejores esfuerzos de todos, [la serie] no va a suceder. Quiero que cualquier nueva versión de Lizzie sea honesta y auténtica con lo que ella habría sido hoy. Es lo que el personaje merece».

## Emisión
A modo de adelanto, la serie se estrenó en Disney Channel el 12 de enero de 2001 a las 8:40 p. m. EST, al término de la película Zenon: The Zequel. Esa vez se emitió el episodio «Rumors» (en el que Miranda accidentalmente difunde un rumor sobre Kate), mientras que el verdadero episodio piloto, «Pool Party» (en el que Lizzie debe perderse la fiesta en la piscina del popular Danny Kessler para ir al cumpleaños de su abuela), fue el cuarto en salir al aire; en él es evidente que la escuela y la casa de los McGuire lucen distintas que en el resto de la serie. Lizzie McGuire se integró oficialmente a la parrilla del canal el 19 de enero de 2001, con el estreno del episodio «Picture Day», en el que Lizzie y sus amigos se preparan para el día de la foto escolar.
El programa fue parte del bloque de programación Zoog Disney durante las tardes de semana, junto con series como Even Stevens, The Proud Family y The Famous Jett Jackson. Este espacio también se conectaba con el sitio web de Disney Channel, mediante el cual los telespectadores podían encontrar maneras de retroalimentar al canal. A propósito de esto, Multichannel News reportó que Lizzie McGuire recibió más de un millón de comentarios por correo electrónico desde el día de su estreno, algunos de los cuales pudieron leerse durante transmisiones de la serie. El mismo bloque también tenía su versión del fin de semana, Zoog Weekendz, del cual Lizzie McGuire formó parte desde 2001 hasta 2002.
La segunda temporada inició con «First Kiss» el 8 de febrero de 2002; el episodio gira en torno al primer beso y la primera desilusión romántica de Lizzie. La producción había cesado oficialmente en mayo de 2003, cuando The Lizzie McGuire Movie llevaba cuatro semanas en la taquilla estadounidense, pero los últimos cinco episodios de 65 estaban por emitirse. En «Magic Train» (el último en salir al aire, el 14 de febrero de 2004), Lizzie, Miranda y Gordo asisten al espectáculo en vivo de un programa infantil, sin saber que Kate va a usar esto en su contra.
La cadena ABC también transmitió la serie desde el 15 de septiembre de 2001, dentro del bloque de programación sabatino Disney's One Saturday Morning (que un año más tarde pasó a llamarse ABC Kids). En Asia y Europa fue distribuida por Egmont Imagination, a través de canales como BBC (Reino Unido), ZDF (Alemania) y France 2 (Francia). Las versiones con doblaje en castellano fueron transmitidas por Disney Channel (tanto en la señal dirigida a América Latina como en la de España), además de haber estado en la programación de Canal 9 en Argentina, TVN en Chile, Teletica en Costa Rica, Canal 21 en El Salvador, Antena 3 en España, América TV en Perú y Venevisión en Venezuela.
| Temporada | Temporada | Episodios | Episodios | Emisión original     | Emisión original      |
| Temporada | Temporada | Episodios | Episodios | Primera emisión      | Última emisión        |
| --------- | --------- | --------- | --------- | -------------------- | --------------------- |
|           | 1         | 31        | 31        | 12 de enero de 2001  | 18 de enero de 2002   |
|           | 2         | 34        | 34        | 8 de febrero de 2002 | 14 de febrero de 2003 |
|           | Película  | Película  | Película  | 2 de mayo de 2003    | 2 de mayo de 2003     |

## Recepción

### Éxito y efecto en la carrera de Duff
| «Mi vida ha cambiado tremendamente [desde Lizzie McGuire]. Existen muchos privilegios y una responsabilidad cuando sales en televisión. No me considero un modelo a seguir, pero tengo niños y padres que se refieren a mí como tal. Solo tengo quince años y probablemente no sé lo suficiente sobre la vida para ser un modelo a seguir». —Hilary Duff en 2003. |

Lizzie McGuire se convirtió en uno de los programas juveniles más vistos de la televisión por cable en Estados Unidos desde su estreno en enero de 2001. Según los datos de Nielsen Media Research, fue la serie número uno en el horario de las 7:30 p. m. de lunes a viernes (y el de las 6 p. m. de viernes a domingo, según Kidscreen), además de tener la mayor audiencia en el grupo demográfico objetivo de Disney Channel (niños de seis a catorce años) con una cuota de pantalla de 4.2 % (de al menos 77 millones de hogares suscritos al canal), superando así a otras señales de cable básico. Según los datos de diciembre de 2002, el promedio de televidentes era de 2.3 millones por episodio.
En noviembre de 2002, sus transmisiones en Disney Channel y ABC atrajeron 24.9 millones de televidentes solo en Estados Unidos. En lo que a ventas de productos se refiere, el entonces presidente de entretenimiento de Disney Channel, Rich Ross, afirmó que «lo que Rugrats ha hecho por Nickelodeon, Lizzie lo ha hecho por nosotros». En 2002 ya existía una amplia gama de productos basados en Lizzie McGuire, por lo que se trataba de una de las propiedades más lucrativas que The Walt Disney Company había lanzado en los años recientes (para mayor información, lea la sección Mercadotencia). Inclusive, Variety la nombró la primera serie insigne de Disney Channel, y no fue hasta 2005 que That's So Raven la superó como el programa más visto del canal.

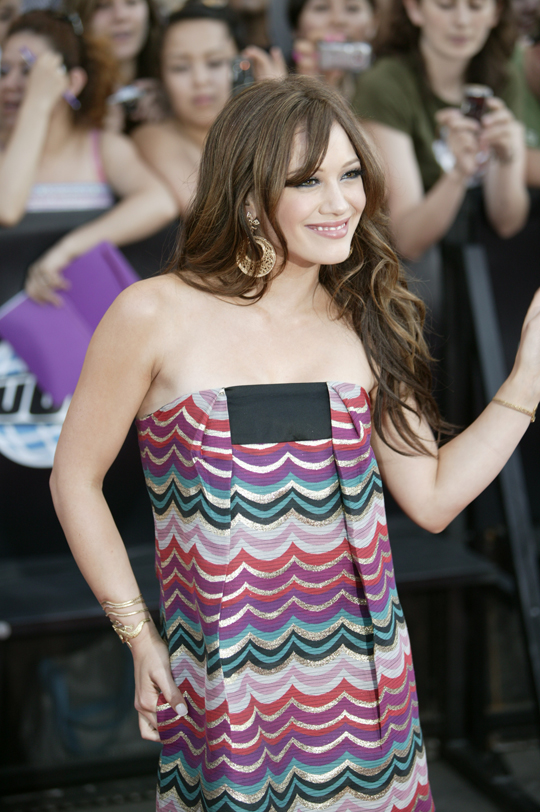
Hilary Duff en 2007.

El éxito del programa residió especialmente en niñas de nueve a catorce años, quienes componían parte del mercado de los tweens. Los porcentajes publicados por Nielsen también indicaban que más de un tercio de los preadolescentes de Estados Unidos habían visto Lizzie McGuire en un promedio mensual. Diane Werts de la Asociación de Críticos de Televisión aseveró en 2003 que el seguimiento al programa se asemejaba al de un culto. Como resultado, Hilary Duff cimentó su estatus de ídolo adolescente. Dave Karger de Entertainment Weekly constató esto cuando The Lizzie McGuire Movie generó diecisiete millones USD durante sus primeros tres días de exhibición en Estados Unidos, superada solamente por X-Men 2 en la taquilla del primer fin de semana de mayo de 2003.
Duff emprendió su carrera como cantante al mismo tiempo que protagonizaba la serie, con canciones como «I Can't Wait» y «Why Not» para las bandas sonoras de Lizzie McGuire, además de su primer lanzamiento como solista en 2002, Santa Claus Lane. Se reportó que ganó un millón USD por protagonizar The Lizzie McGuire Movie y que sus fanes le habían enviado cinco millones de correos electrónicos desde que el programa inició. Aunque la producción de la serie acabó en 2003 y los episodios continuaron emitiéndose, Duff empezó a desligarse de su personaje en sus proyectos posteriores, como lo fue el álbum Metamorphosis. En 2004 dijo: «¿Sabes qué? Fue una muy buena experiencia para mí. Aprendí mucho [...] Pero creo que ya he pasado ese punto de mi vida. Me gustaría seguir adelante y hacer otras cosas».
Julie Salamon de The New York Times consideró a Duff una «Hayley Mills moderna» y una «ídolo para las niñas de cierta edad», mientras que para Carrie Battan del portal Bustle, la personalidad de Lizzie estableció «el modelo de la chica preadolescente con la cual identificarse». Jocelyn Vena de MTV News afirmó que la carrera de Duff también creó un modelo de negocios y una tradición que luego condujo al éxito de otras actrices de Disney Channel, como Miley Cyrus, Selena Gomez y Demi Lovato. La misma Duff mencionó que por haber interpretado a Lizzie sufrió de encasillamiento en Hollywood y pasó por varias frustraciones al no ser considerada para roles diferentes a este. Sin embargo, a sus 33 años afirmó que ya no le molestaba ser asociada con ella, pues comenzó a considerarla parte de sí misma y el verdadero punto de partida en su carrera.

### Reseñas
En una reseña publicada por TV Guide, Susan Benner comentó que Lizzie McGuire está filmada con un estilo muy original y puede llamar la atención de los niños con su ritmo rápido y los guiones que se valen de referencias a la cultura popular. Grant McIntyre de The Globe and Mail la describió como una «rara comedia familiar» que evita «caer en el sentimentalismo cliché», además de señalar que las subtramas enfocadas en la familia McGuire abarcan problemas fáciles de resolver. En la misma reseña concluyó que Lizzie McGuire no es una «gran hazaña» de la televisión, pero la definió como «una comedia con una cadencia sarcástica, un elenco maravilloso y un tono juvenil apetecible».
Laura Fries de Variety consideró que los mensajes del programa tienen buenas intenciones y que los guionistas demostraron tener «un oído astuto para la jerga adolescente». Lynne Heffley de Los Angeles Times encontró pequeñas similitudes con las comedias Clueless, Malcolm in the Middle y Clarissa Explains It All, en cuanto a que todas exploran el terreno de los dramas adolescentes. Sobre los efectos multimedia que adornan cada episodio, dijo que estos no hacen más que darle vida a la «afable simpatía» que reside en el argumento de cada episodio. Por su parte, Ellie Gettinger de Common Sense Media sintió que la representación de la amistad en la serie es realista y positiva, además de que genera una idea justa de lo que crecer significa para niñas y niños. Ty Burr de Boston Globe también la halló empática en su modo de representar la vida en los «peldaños sociales medios» de la escuela secundaria, aunque lamentó que esto se haya perdido en The Lizzie McGuire Movie.
Jeanne Spreier de The Record criticó que la serie presenta el lenguaje y las opiniones «crueles» y «levemente inapropiadas» del personaje principal, generalmente a través de su alter ego animado. Al igual que ella, Lana Berkowitz de Houston Chronicle señaló un momento del episodio «Picture Day» en el que Lizzie insulta deliberadamente el calzado de una de sus compañeras. Nicole Martins, una académica de la Universidad de Illinois en Urbana-Champaign, tomó a Lizzie McGuire como un ejemplo de cómo el contenido televisivo para niños retrata actos de agresión social y, en teoría, podría instigar comportamientos similares en el espectador. Concretamente, señaló la rivalidad de Lizzie y Kate expuesta en episodios como «Rumors», pero añadió que una investigación más sistemática es necesaria para determinar si incidentes como este crean un modelo para el aprendizaje social en los infantes.
En su disertación para la Fielding Graduate University, Melle Starsen examinó dos episodios de Lizzie McGuire y en cada uno encontró al menos cinco momentos en que los personajes son crueles o malintencionados. Según ella, uno de estos episodios (sin título especificado) parece sugerir que «burlarse de los padres está bien o incluso es genial» cuando Lizzie dice que su madre podría matarla de humillación, en el contexto de un guion que «exagera la estupidez de mamá». Sin embargo, según un reportaje de Laura Ungar para The News Journal, varios padres de niños que veían el programa no hallaron inconvenientes con el contenido, mientras que los expertos en el tema afirmaron que lo ideal es acompañar a los menores mientras ven series y atender sus dudas. El entonces vicepresidente ejecutivo de programación original y producción Disney Channel, Gary Marsh, sostuvo que no existe contenido objetable en Lizzie McGuire, pero que la serie no está dirigida a niños menores de seis.

## Mercadotecnia
El personaje de Lizzie y todo lo relacionado con ella constituyen una marca registrada de Disney Enterprises, Inc. y su comercialización continuó incluso después de que Duff rompió lazos con la compañía. En un principio, los productos basados en el programa fueron un esfuerzo colaborativo entre el departamento de márquetin de Disney, el productor Stan Rogow y la misma Duff. La revista Fortune estimó en 2003 que la franquicia de Lizzie McGuire le había generado casi 100 millones USD a The Walt Disney Company. Solo hasta ese año se habían imprimido 2.5 millones de libros basados en el programa, incluyendo novelizaciones de los episodios, la serie Misterios de Lizzie McGuire y ediciones de «cine-manga» publicadas por Tokyopop.
Varios vídeos caseros en DVD han salido a la venta a través de Buena Vista Home Entertainment, incluyendo algunas colecciones temáticas con episodios selectos y una caja recopilatoria con veintidós episodios repartidos en cuatro discos, designada como «volumen 1». También hubo una serie de productos lanzados por Dakin Toys que incluía muñecas y peluches de Lizzie, además de una línea de ropa, artículos de papelería (como lápices, calcomanías y libros para colorear) y un conjunto de dormitorio ofrecido por Disney Online en la sección enteramente dedicada al personaje. Incluso existió un juego de mesa llamado ¿Qué haría Lizzie?, fabricado por Hasbro en 2003, en el que los jugadores debían juzgar la respuesta probable de Lizzie a las distintas situaciones.

### Álbumes
Los cedés de Lizzie McGuire fueron publicados por Walt Disney Records y contienen una colección de temas de diferentes artistas:
- El primero, Lizzie McGuire, incluye la canción debut de Hilary Duff, «I Can't Wait», junto con otros temas insertados en la serie.[117] Salió al mercado el 15 de agosto de 2002 y desde entonces se han vendido un millón de copias en Estados Unidos, donde la Recording Industry Association of America lo certificó con disco de platino.[55][117] También llegó al segundo puesto del listado Billboard Soundtrack Albums y al trigésimo primero del Billboard 200.[118][119] Según el Billboard Top Soundtracks, fue la quinta banda sonora más vendida de 2003, justo debajo de la banda sonora de The Lizzie McGuire Movie.[120]

- El segundo álbum, Lizzie McGuire: Total Party!, es una colección de temas presentados en la primera temporada y salió a la venta el 31 de agosto de 2004.[121][122] Llegó al puesto 146 del Billboard 200,[119] al segundo del Top Kid Albums[123] y al décimo del Billboard Top Soundtracks.[118]

- El tercer álbum, Disney's Karaoke Series: Lizzie McGuire, compila canciones de los discos anteriores y de The Lizzie McGuire Movie junto con sus versiones en karaoke.[124] Salió a la venta el 30 de septiembre de 2003 y al año siguiente ocupó el puesto diecisiete del listado Top Kid Albums de Billboard.[124][125]

Las canciones de ambos álbumes se listan a continuación:
| Lizzie McGuire |                                |                 |          |  |
| N.º            | Título                         | Intérprete      | Duración |  |
| 1.             | «I Can't Wait»                 | Hilary Duff     | 03:12    |  |
| 2.             | «Why Can't We Be Friends»      | Smash Mouth     | 04:46    |  |
| 3.             | «All I Can Do»                 | Jump5           | 03:13    |  |
| 4.             | «Us Against the World»         | Play            | 03:42    |  |
| 5.             | «Irresistible»                 | Jessica Simpson | 03:12    |  |
| 6.             | «ABC»                          | Jackson 5       | 02:58    |  |
| 7.             | «Everybody Wants You»          | S Club 7        | 03:08    |  |
| 8.             | «Start the Commotion»          | The Wiseguys    | 05:51    |  |
| 9.             | «Walk Me Home»                 | Mandy Moore     | 04:24    |  |
| 10.            | «What They Gonna Think?»       | Fan_3           | 03:44    |  |
| 11.            | «Have a Nice Life»             | Dana Dawson     | 03:35    |  |
| 12.            | «Theme Song to Lizzie McGuire» | Angie Jaree     | 00:54    |  |
| 39:22          |                                |                 |          |  |

| Lizzie McGuire: Total Party! |                                                      |                                |          |  |
| N.º                          | Título                                               | Intérprete                     | Duración |  |
| 1.                           | «Theme to Lizzie McGuire»                            | Angie Jaree                    | 02:34    |  |
| 2.                           | «Perfect Day»                                        | Hoku                           | 03:29    |  |
| 3.                           | «Crush'n»                                            | Jesse McCartney                | 03:49    |  |
| 4.                           | «Get the Party Started»                              | Pink                           | 03:03    |  |
| 5.                           | «Dancing Queen»                                      | A*Teens                        | 03:52    |  |
| 6.                           | «No More (Baby I'ma Do Right)»                       | 3LW                            | 04:19    |  |
| 7.                           | «Ladies Night»                                       | Kool & the Gang, Atomic Kitten | 03:10    |  |
| 8.                           | «1-2-3»                                              | Nikki Cleary                   | 03:30    |  |
| 9.                           | «That's What Girls Do»                               | No Secrets                     | 03:10    |  |
| 10.                          | «Hey Now (Girls Just Wanna Have Fun)»                | Triple Image                   | 03:45    |  |
| 11.                          | «Smile»                                              | Vitamin C                      | 03:25    |  |
| 12.                          | «Absolutely (Story of a Girl)»                       | Nine Days                      | 03:13    |  |
| 13.                          | «Us Against the World»                               | Play                           | 03:44    |  |
| 14.                          | «C'Est la Vie»                                       | B*Witched                      | 02:55    |  |
| 15.                          | «I Can't Wait (Instrumental)»                        | Ninguno                        | 03:19    |  |
| 16.                          | «Hey Now (Girls Just Wanna Have Fun) [Instrumental]» | Ninguno                        | 04:01    |  |
| 17.                          | «Get the Party Started (Instrumental)»               | Ninguno                        | 05:27    |  |
| 01:00:45                     |                                                      |                                |          |  |

| Disney's Karaoke Series: Lizzie McGuire |                                      |               |          |  |
| N.º                                     | Título                               | Intérprete    | Duración |  |
| 1.                                      | «I Can't Wait»                       | Hilary Duff   | 03:26    |  |
| 2.                                      | «Why Not»                            | Hilary Duff   | 03:08    |  |
| 3.                                      | «What Dreams Are Made Of»            | Hilary Duff   | 04:11    |  |
| 4.                                      | «Theme Song to Lizzie McGuire»       | Angie Jaree   | 00:54    |  |
| 5.                                      | «The Tide Is High (Get the Feeling)» | Atomic Kitten | 03:38    |  |
| 6.                                      | «Supermodel»                         | Taylor Dayne  | 03:56    |  |
| 7.                                      | «Have a Nice Life»                   | Dana Dawson   | 03:43    |  |
| 8.                                      | «Girl in the Band»                   | Haylie Duff   | 03:01    |  |
| 9.                                      | «I Can't Wait»                       | Ninguno       | 03:26    |  |
| 10.                                     | «Why Not»                            | Ninguno       | 03:08    |  |
| 11.                                     | «What Dreams Are Made Of»            | Ninguno       | 04:11    |  |
| 12.                                     | «Theme Song to Lizzie McGuire»       | Ninguno       | 00:54    |  |
| 13.                                     | «The Tide Is High (Get the Feeling)» | Ninguno       | 03:38    |  |
| 14.                                     | «Supermodel»                         | Ninguno       | 03:56    |  |
| 15.                                     | «Have a Nice Life»                   | Ninguno       | 03:43    |  |
| 16.                                     | «Girl in the Band»                   | Ninguno       | 03:01    |  |
| 51:56                                   |                                      |               |          |  |

### Videojuegos
Disney Interactive Studios publicó tres videojuegos de Lizzie McGuire para Game Boy Advance:
- El primero es Lizzie McGuire: On the Go!, desarrollado por Digital Eclipse y publicado el 14 de octubre de 2003.[126] Su principal modo de juego es When Cheerleaders Attack!,[126] que consiste en mover a la versión animada de Lizzie al modo de plataformas e ir contrarreloj recolectando diferentes objetos en un centro comercial.[127] También incluye la sección Fun with Friends, en la que hay minijuegos de preguntas y respuestas, completación de palabras, apilar y combinar, una función de horóscopo y una trivia sobre el programa.[127]

- El segundo videojuego, Lizzie McGuire 2: Lizzie Diaries, fue desarrollado por Artificial Mind and Movement y publicado el 12 de octubre de 2004.[128] Se enfoca en la vida cotidiana de la versión animada de Lizzie durante un período de tres días.[129] A lo largo de doce niveles y distintos minijuegos, el personaje va a la escuela, participa en una guerra de comida, se enfrenta a las porristas, juega voleibol, cambia de atuendo, trabaja como camarera y va al centro comercial.[129]

- El último videojuego, Lizzie McGuire 3: Homecoming Havoc, fue desarrollado por Climax Studios y salió a la venta el 16 de agosto de 2005.[130] El argumento gira en torno a la próxima coronación de la reina del baile de graduación, en la que Lizzie quiere vencer a su rival Kate.[131] Esta entrega incorpora más de cien microjuegos en el transcurso de diez niveles, en los que Lizzie y sus amigos se someten a pruebas de velocidad, precisión y destreza.[131][132]

## Premios y nominaciones
| Premio                            | Año  | Nominado                                                          | Categoría                                                                            | Resultado | Ref.           |
| --------------------------------- | ---- | ----------------------------------------------------------------- | ------------------------------------------------------------------------------------ | --------- | -------------- |
| ALMA Award                        | 2002 | Lizzie McGuire                                                    | Programa de televisión infantil destacado                                            | Nominado  | [ 133 ]        |
| British Academy Children's Awards | 2002 | Lizzie McGuire                                                    | Mejor programa internacional                                                         | Nominado  | [ 134 ]        |
| Imagen Awards                     | 2003 | Lalaine                                                           | Mejor actriz de reparto en televisión                                                | Nominada  | [ 135 ]        |
| Nickelodeon Kids' Choice Awards   | 2002 | Lizzie McGuire                                                    | Programa de televisión favorito                                                      | Ganador   | [ 16 ]         |
| Nickelodeon Kids' Choice Awards   | 2003 | Adam Lamberg                                                      | Actor favorito de televisión                                                         | Nominado  | [ 17 ] [ 136 ] |
| Nickelodeon Kids' Choice Awards   | 2003 | Hilary Duff                                                       | Actriz de televisión favorita                                                        | Nominada  | [ 17 ] [ 136 ] |
| Nickelodeon Kids' Choice Awards   | 2003 | Lizzie McGuire                                                    | Programa de televisión favorito                                                      | Ganador   | [ 17 ] [ 136 ] |
| Nickelodeon Kids' Choice Awards   | 2004 | Hilary Duff                                                       | Actriz de televisión favorita                                                        | Nominada  | [ 137 ]        |
| Nickelodeon Kids' Choice Awards   | 2004 | Lizzie McGuire                                                    | Programa de televisión favorito                                                      | Nominado  | [ 137 ]        |
| Nickelodeon Kids' Choice Awards   | 2005 | Hilary Duff                                                       | Actriz de televisión favorita                                                        | Nominada  | [ 138 ]        |
| Nickelodeon Kids' Choice Awards   | 2005 | Lizzie McGuire                                                    | Programa de televisión favorito                                                      | Nominado  | [ 138 ]        |
| Primetime Emmy Award              | 2003 | Lizzie McGuire                                                    | Programa infantil destacado                                                          | Nominado  | [ 139 ]        |
| Primetime Emmy Award              | 2004 | Lizzie McGuire                                                    | Programa infantil destacado                                                          | Nominado  | [ 140 ]        |
| Teen Choice Awards                | 2003 | Lizzie McGuire                                                    | Serie de comedia                                                                     | Nominada  | [ 141 ]        |
| Teen Choice Awards                | 2003 | Hilary Duff                                                       | Actriz de serie de comedia                                                           | Nominada  | [ 141 ]        |
| Writers Guild of America Awards   | 2002 | Terri Minsky (por «Pool Party»)                                   | Guion para niños                                                                     | Nominado  | [ 142 ]        |
| Young Artist Award                | 2002 | Hilary Duff, Lalaine, Adam Lamberg, Jake Thomas, Ashlie Brillault | Mejor reparto en una serie de televisión (comedia o drama)                           | Nominados | [ 143 ]        |
| Young Artist Award                | 2002 | Hilary Duff                                                       | Mejor actuación en una serie de comedia de televisión: actriz joven principal        | Nominada  | [ 143 ]        |
| Young Artist Award                | 2002 | Lalaine                                                           | Mejor actuación en una serie de comedia de televisión: actriz joven de reparto       | Nominada  | [ 143 ]        |
| Young Artist Award                | 2003 | Hilary Duff, Lalaine, Adam Lamberg, Jake Thomas                   | Mejor reparto en una serie de televisión (comedia o drama)                           | Nominados | [ 144 ]        |
| Young Artist Award                | 2003 | Lizzie McGuire                                                    | Mejor serie de televisión familiar (comedia o drama)                                 | Nominada  | [ 144 ]        |
| Young Artist Award                | 2003 | Amy Castle                                                        | Mejor actuación en una serie de comedia de televisión: actriz joven invitada         | Ganadora  | [ 144 ]        |
| Young Artist Award                | 2003 | Jake Thomas                                                       | Mejor actuación en una serie de televisión (comedia o drama): actor Joven de reparto | Nominado  | [ 144 ]        |
| Young Artist Award                | 2004 | Jake Thomas                                                       | Mejor actuación en una serie de televisión (comedia o drama): actor Joven de reparto | Nominado  | [ 145 ]        |